# Oblast Jaroslawl
Koordinaten: 57° 40′ N, 39° 15′ O
Die Oblast Jaroslawl (russisch Ярославская область/Jaroslawskaja oblast) ist eine Oblast in Zentralrussland.
Die Oblast liegt im Norden der Osteuropäischen Tiefebene, das Klima ist gemäßigt kontinental, mehr als 40 % der Fläche sind bewaldet. Die Wolga durchfließt die Oblast; im Rybinsker Stausee wurde sie zu einem großen See aufgestaut. Natur- und Wasserreichtum machen einen der Vorteile der Region aus, da diese touristisch genutzt werden.
Zu den wichtigsten Wirtschaftszweigen zählen die chemische Industrie und die Erdölverarbeitung, die Textil- und die Holzindustrie. Ein wichtiger Faktor ist der Fremdenverkehr.
Gouverneur der Oblast ist seit Mai 2012 Sergei Jastrebow.
Die Oblast ist seit Anfang der 1990er-Jahre Partnerregion des Bundeslandes Hessen. Die Partnerschaft wurde als Reaktion auf die Invasion Russlands in der Ukraine ausgesetzt.

## Verwaltungsgliederung und Städte
Im März 1936 wurde in der Russischen SFSR die bisherige Industrie-Oblast Iwanowo in die neuen Oblaste Iwanowo und Jaroslawl geteilt. Ihren heutigen Umfang erhielt die Oblast Jaroslawl 1944, als ein Teil für die neue Oblast Kostroma abgetrennt wurde.
Die Oblast Jaroslawl gliedert sich in 17 Rajons und drei Stadtkreise, gebildet von den drei größten Städten.
Die wichtigsten Städte sind das Verwaltungszentrum der Oblast, Jaroslawl, die einzige weitere Großstadt Rybinsk sowie die touristisch bedeutsamen, zum „Goldenen Ring“ gehörigen Städte Rostow Weliki und Pereslawl-Salesski, außerdem Tutajew und Uglitsch. Insgesamt gibt es in der Oblast elf Städte und 13 Siedlungen städtischen Typs.
| Name               | Russisch             | Einwohner (14. Oktober 2010) |
| ------------------ | -------------------- | ---------------------------- |
| Jaroslawl          | Ярославль            | 591.486                      |
| Rybinsk            | Рыбинск              | 200.771                      |
| Pereslawl-Salesski | Переславль-Залесский | 41.925                       |
| Tutajew            | Тутаев               | 41.005                       |
| Uglitsch           | Углич                | 34.507                       |
| Rostow Weliki      | Ростов Великий       | 31.792                       |

## Bevölkerung
Bei den letzten russischen Volkszählungen in den Jahren 2002 und 2010 gab es eine Bevölkerungszahl von 1.367.398 respektive 1.272.468 Bewohnern. Somit sank die Einwohnerzahl in diesen acht Jahren um 94.930 Personen (−6,9 %). Die Verteilung der verschiedenen Volksgruppen sah folgendermaßen aus:
| Nationalität    | VZ 1989   | Prozent | VZ 2002   | Prozent | VZ 2010   | Prozent |
| --------------- | --------- | ------- | --------- | ------- | --------- | ------- |
| Russen          | 1.416.619 | 96,43   | 1.301.130 | 95,15   | 1.172.188 | 92,12   |
| Ukrainer        | 18.477    | 1,26    | 13.155    | 0,96    | 9.492     | 0,75    |
| Armenier        | 1.140     | 0,08    | 5.993     | 0,44    | 7.158     | 0,56    |
| Aserbaidschaner | 2.295     | 0,16    | 5.667     | 0,41    | 5.327     | 0,42    |
| Tataren         | 7.162     | 0,49    | 6.175     | 0,45    | 4.982     | 0,39    |
| Belarussen      | 5.571     | 0,38    | 4.275     | 0,31    | 2.937     | 0,23    |
| Usbeken         | 786       | 0,05    | 687       | 0,05    | 1.397     | 0,11    |
| Sinti und Roma  | 1.517     | 0,10    | 1.308     | 0,10    | 1.348     | 0,11    |
| Tadschiken      | 393       | 0,03    | 725       | 0,05    | 1.219     | 0,10    |
| Juden           | 2.080     | 0,14    | 1.014     | 0,07    | 688       | 0,05    |
| Einwohner       | 1.468.996 | 100,00  | 1.367.398 | 100,00  | 1.272.468 | 100,00  |

Anmerkung: die Anteile beziehen sich auf Gesamtzahl der Einwohner. Also mitsamt dem Personenkreis, der keine Angaben zu seiner ethnischen Zugehörigkeit gemacht hat (2002 11.830 resp. 2010 51.001 Personen)
Die Bevölkerung des Gebiets besteht heute zu über 90 % aus Russen. Die Ukrainer waren die einzige nennenswerte ethnische Minderheit in der Oblast Jaroslawl. Ihre Zahl – wie auch die Anzahl der Belarussen, Juden und Tataren – sinkt allerdings stark. Aus dem Transkaukasus und Zentralasien sind seit dem Ende der Sowjetunion dagegen zahlreiche Menschen zugewandert. Eine besonders stark wachsende Gruppe unter ihnen sind die Jesiden (1989 nicht erfasst; 2002: 2718; 2010: 3287 Personen).